# 왕우 (고려 왕족)
정양군 왕우(定陽君 王瑀, ?~1397년 3월 23일)는 고려 시대 말기의 왕족이자 조선 시대 초기의 문신이다. 고려의 마지막 왕인 공양왕의 동생이다.

## 약력
본래 그는 고려 신종의 7대손이다.
정원부원군 왕균의 아들이며, 고려 마지막 왕인 공양왕(왕요)이 왕우(정양부원군)의 친형이다. 공양왕이 4조를 추증하고 그에게 제사를 받들게 하였으며, 1392년(공양왕 4) 조선 건국 후에도 그의 딸이 이성계의 며느리인 탓에 화를 면할 수 있었다.
그는 부계, 모계로도 모두 고려 인종의 후손이 된다. 본관은 개성(開城), 시호는 경희(景禧)이다.

## 생애
고려 신종의 7대손으로, 할아버지는 순화후 유, 아버지는 정원부원군 인효대공 왕균이고, 어머니는 강양공 왕자의 딸이자 충렬왕의 증손녀 국대비 왕씨이다. 충렬왕은 명종의 후손이고, 부계로는 신종의 후손이므로 그는 부계로도, 모계로도 모두 고려 인종의 후손이 된다. 공양왕의 친형이다. 
초기 행적은 미상이다. 처음에 창원부원대군이 되었다가 다시 정양군(定陽君)에 개봉되었으며, 1389년 형 공양왕이 즉위하면서 진봉되어 정양부원군(定陽府院君)이 되었다. 이후 판문하성사(判門下省事)가 되었으며, 영삼사사(領三司事) 겸 종부시사(宗簿寺事)가 됐다.
공양왕이 즉위하여 우왕·창왕을 낮추어 서인(庶人)으로 삼고, 이림(李琳)·이귀생(李貴生)·유염(柳琰)·최렴(崔濂)·노귀산(盧貴山)·이근(李懃) 등을 유배시킬 때 왕명으로 장단에서 진을 치고 비상사태에 대비하기도 하였다. 1392년 고려 공양왕이 사대 조상과 외증, 외고조를 추존하고 그 제사를 맡겼으며, 1391년 영문하부사(領門下府事)에 임명됐다.
1392년 7월 이성계가 조선을 건국하였으나 그의 딸이 이성계의 아들 이방번과 결혼하였으므로 화를 면하였고, 마전군(麻田君)·귀의군(歸義君)에 봉해졌으며, 다른 왕족들과 달리 섬으로 보내지지 않고 고려 왕실 선조들의 제사를 맡게 하였다. 이성계는 이를 두고, 친인척 관계라서가 아니라 주나라 때에 멸망한 상나라의 왕자를 송왕(제후)으로 세웠던 것처럼 한 것이라고 말하였다.
1392년 12월 두 아들인 왕조(王珇), 왕관(王琯)의 성씨를 외가의 성인 노(盧)씨로 환성하여, 노조(盧珇)를 상장군(上將軍)으로 삼고, 노관(盧琯)을 대장군으로 삼았다.
1397년 3월 23일 왕우가 사망하였다. 그리고 10월에 장남 노조(盧珇)를 왕씨로 복성시켜, 아버지 왕우의 작위인 마전군(麻田郡), 귀의군(歸義君) 작위를 습봉하게 하고, 왕씨 가문의 제사를 이어서 지낼 수 있게 하였다.
1398년 8월 26일 두 아들 왕조(王珇)와 왕관(王琯)이 태종 이방원이 일으킨 왕자의 난에 휩쓸려 죽임을 당하였다. 때문에 고려 왕실의 씨족인 왕씨 집안의 제사는 여기에서 잠시 끊기게 되었다.
조선 왕조가 안정된 이후 문종 때에 가서야 왕순례(王循禮)를 숭의전사에 봉해 숭의전의 제사를 주관하게 했다.

## 가족 관계
- 조부 : 마한국인혜공 순화후 왕유(馬韓國仁惠公 淳化侯 王瑈, ? ~1360)
- 조모 : 마한국명예비 신씨(馬韓國明睿妃 申氏)
  - 아버지 : 정원부원군 왕균(定原府院君 王鈞) - 제20대 신종(神宗)의 6세손
- 외조부 : 연덕부원대군 왕훈(延德府院大君 王塤, 생몰년 미상)
  - 어머니 : 삼한국대비 왕씨(三韓國大妃 王氏) - 강양공(江陽公, 제25대 충렬왕의 장남)의 손녀
    - 동생 : 고려 제34대 공양왕(恭讓王, 1345~1394, 재위: 1389~1392)
      - 조카 : 왕세자 정성군 왕석(王世子 定城君 王奭, ? ~ 1394년)
      - 조카 : 숙녕궁주(肅寧宮主)
      - 조카사위 : 익천군 왕집(益川君 王緝)
      - 조카 : 정신궁주(貞信宮主, ? ~ 1421년 이후)
      - 조카사위 : 단양군 우성범(丹陽君 禹成範)
      - 조카 : 경화궁주(敬和宮主)
      - 조카사위 : 진원군 강회계(晋原君 姜淮季) - 청천부원군 심온(靑川府院君 沈溫, 1375~1419)의 사위 진양부원군 강석덕(晋陽府院君 姜碩德, 1395~1459)의 아버지 정당문학 강회백(政堂文學 姜淮伯, 1357~1402)의 동생

    - 부인 : 교하 노씨(交河盧氏) - 신양군 노영(信陽君 盧瑛)의 딸
      - 장남 : 정강군 귀의군 왕조(定康君/歸義君 王珇, ? ~1398) - 상장군
      - 차남 : 원윤 왕관(元尹 王琯, ? ~1398) - 대장군
      - 장녀 : 삼한국대부인 개성 왕씨(三韓國大夫人 開城 王氏)
      - 사위 : 조선 태조(太祖)의 7남 무안대군 이방번(撫安大君 李芳蕃, 1381~1398)
      - 차녀 : 개성 왕씨(開城 王氏)
      - 사위 : 심덕부(沈德符, 1328~1401)의 7남이며 영의정 심온(領議政 沈溫, 1375~1419) · 청원군 심종(靑原君 沈悰)의 동생인 의흥삼군부 동지총제 심정(義興三軍府 同知摠制 沈泟, ? ~1418)
      - 3녀 : 개성 왕씨(開城 王氏)
      - 사위 : 신자근(申自謹)
      - 4녀 : 개성 왕씨(開城 王氏)
      - 사위 : 순녕군 이덕근(順寧君 李德根, ? ~ 1412년 음력 4월 25일) - 조선 태조(太祖)의 장남 진안대군의 서자

## 기타
그의 딸들이 조선 태조 이성계의 아들 무안대군 이방번, 진안대군 이방우의 서자 순녕군 이덕근과 결혼하였으므로 그는 조선의 왕족도 된다.

## 같이 보기
- 정강군
- 왕위 요구자